# Малый Созим (приток Нырмыча)
Малый Созим — река в России, протекает в Верхнекамском районах Кировской области. Устье реки находится в 38 км от устья реки Нырмыч по левому берегу. Длина реки составляет 25 км.
Исток реки на Верхнекамской возвышенности в 13 км к северо-западу от посёлка Лесной. Генеральное направление течения — юг. Верхнее и среднее течение находится в ненаселённом лесном массиве. В нижнем течении река течёт по западной окраине посёлка Созимский, у которого и впадает двумя рукавами в Нырмыч. В черте посёлка на реке плотина и водохранилище, известное, как «Созимский пруд», которое было образовано в 30-х годах XX века для нужд целлюлозного завода в посёлке Созимский.

## Притоки
(указано расстояние от устья)
- 8 км: река Великополка (лв)
- 9,2 км: река Поляус (лв)
- 15 км: река Чернушка (лв)

## Данные водного реестра
По данным государственного водного реестра России относится к Камскому бассейновому округу, водохозяйственный участок реки — Кама от истока до водомерного поста у села Бондюг, речной подбассейн реки — бассейны притоков Камы до впадения Белой. Речной бассейн реки — Кама.
Код объекта в государственном водном реестре — 10010100112111100000948.